# Сиязьма (село)
Сия́зьма  — село в Ардатовском районе Нижегородской области Россия. Входило в состав упразднённого Чуварлей-Майданского сельсовета. В данный момент входит в состав городского поселения рабочего поселка Ардатов.

## Этимология
Название села происходит от одноимённого ручья, на берегах которого оно стоит, название которого в свою очередь происходят от финно-угорских корней сись — «гнилой» и ма — гидроформант, обозначающий землю, территорию.

## История
В прошлом село именовалось также Щитовка и Щеповка.
По рассказам местных жителей, до Октябрьской революции земли Сиязьмы принадлежали князю Звенигородскому — ардатовскому предводителю дворянства.
Согласно данным середины XIX в., и крестьяне, и земли Сиязьмы принадлежали князьям Гагариным. В то время Сиязьма входила в состав второго стана Ардатовского уезда, от уездного города её отделяло 11 верст, расположена она была по правую сторону от просёлочной дороги, ведущей из Ардатова к почтовому тракту Арзамас — Муром, на речке Сиязьме.
По данным на 1859 г. в Сиязьме не было своей церкви, поэтому она имела статус деревни. В то же время здесь числилось 60 дворов, проживало 379 жителей (192 человека мужского и 187 женского пола).
После крестьянских реформ Сиязьма вошла в состав Кужендеевской волости. Село Кужендеево, где находилось волостное правление, и откуда, по преданию, вышли первые жители Сиязьмы, до 1861г. также принадлежало князьям Гагариным.
Что же касается Звенигородских — также крупных земле- и душевладельцев Ардатовского уезда, — то в пределах Кужендеевской волости накануне крестьянских реформ им принадлежала лишь четвёртая часть крестьян деревни Коробино.
Крестьяне села занимались земледелием, но песчаные почвы большого дохода не приносили, поэтому в Сиязьме были развиты различные промыслы, например, здесь катали валенки. Семьи Серяковых и Игониных были особенно искусны в этом деле. Это ремесло сохранялось в Сиязьме до восьмидесятых годов XIX века, последним его представителем в деревне был П. С. Беднов.
Крестьяне, имевшие лошадей, возили руду из Илева в Выксу на завод. Развит в деревне был и лесной промысел: пилили лес, драли лыко.
После появления  Сиязьме православной церковь при ней была создана церковно-приходская школа.
Попечителем школы был И.И. Пенкин, управляющий делами князя Звенигородского. Он слыл либералом и неоднократно оказывал помощь крестьянам своего села.
В 1910 г. в селе сгорели почти все дома. Пенкин выделил крестьянам лес для строительства новых домов.
В 1910 г. деревня состояла из 116 домов, объединённых в одно крестьянское общество. В 1912 г. в Сиязьме числилось 115 дворов, проживало 603 жителя. На крестьянских подворьях содержалось 865 голов домашнего скота.
После революции семья Пенкина, который к тому времени умер, бежала за границу. В его доме разместился комитет бедноты. Главную роль в установлении и упрочении советской власти в Сиязьме играли коммунисты И. Л. Куприянов, Я. Л. Галкин. Первыми комсомольцами были Ю.А. Каленов, Н.А. Каленов.
В 1929 г. в селе одним из первых в районе был создан колхоз, начался процесс раскулачивания. Некоторые семьи заранее выехали из Сиязьмы, в основном в г. Кулебаки, некоторых раскулачили и выселили. Старожилы утверждают, что богатых семей не было и раскулачивание проходило несправедливо: все имущество крестьян было нажито своим трудом.
Об остроте классовой борьбы в селе свидетельствует письмо дочери С. Зуева (в то время члена Сиязьминской партячейки, а впоследствии председателя Ардатовского райисполкома). На Зуева неоднократно совершали покушения местные кулаки, пытались застрелить его, поджигали сеялку и молотилку. Виновные были найдены и наказаны. Выселили семьи Серяковых, Киселевых.
Первым председателем колхоза был А. А.Гришаев, секретарем партячейки был М. Ступов. Кроме него и Зуева в партячейку входил ещё один коммунист — Н.В. Живов.
Во время Великой Отечественной войны из Сиязьмы ушло на фронт 88 человек. Не хватало рабочих рук, лошадей, землю пахали на быках.
В 1955 г. колхоз в селе Сиязьма объединился с журелейским колхозом. В 1962 г. этот объединённый колхоз был преобразован в совхоз.

## Географическое положение
Село Сиязьма находится на юго-западе Нижегородской области России, к северу от автомобильной дороги Ардатов — Чуварлей-Майдан, на обоих берегах ручья Сиязьмы. Административный центр муниципального округа Ардатов находится в 9 км к северо-востоку от Сиязьмы. Село соединено просёлочными дорогами на северо-западе с селом Дубовкой (расстояние 6 км), на северо-востоке — с покинутым селом Сосновкой (4 км), на востоке — с селом Журелейкой (3 км), на западе — с селом Берёзовкой (3 км), кроме того просёлочные дороги на востоке и юге соединяют село с автомобильной дорогой Ардатов — Чуварлей-Майдан. С северо-запада и юго-запада к селу подступают лиственные леса. Высота над уровнем моря около 163 метров.
Село Сиязьма, как и вся Нижегородская область, находится в часовой зоне МСК (московское время). Смещение применяемого времени относительно UTC составляет +3:00.

## Административная принадлежность
Село Сиязьма входит в состав административно-территориального образования Рабочий посёлок Ардатов Ардатовского муниципального округа Нижегородской области Российской Федерации.

## Климат
Село находится в зоне умеренно-континентального климата, который характеризуется холодной продолжительной зимой и тёплым, но достаточно коротким летом. За год выпадает в среднем 450—550 мм осадков, из них 68 % — в виде дождя и 32 % — в виде снега. Среднегодовая относительная влажность воздуха — 76 %. Снежный покров достигает 50 см, а в особо снежные зимы может достигать одного метра и более.
Весна приходит резко, обычно к середине апреля, при этом вплоть до середины мая нередки заморозки. Лето сравнительно короткое и достаточно жаркое — в отдельные годы температура может достигать 36 °C. Шапка лета приходится на июль. В конце весны и лета нередки грозы — их может случаться до 20 за год, почти каждый год выпадает град. Осень приходит в сентябре и стоит до начала ноября, но уже в сентябре нередки заморозки. Зима наступает в начале ноября и продолжается до середины марта. Обычно первый снег выпадает в октябре и держится в течение пяти месяцев, сходит к 10—15 апреля. Почва промерзает на глубину 70—90 см.
Вегетационный период составляет 189 дней, продолжительность безморозного периода — 137 дней.

## Население
| Численность населения | Численность населения | Численность населения | Численность населения | Численность населения | Численность населения | Численность населения | Численность населения | Численность населения | Численность населения | Численность населения |
| 1719                  | 1859                  | 1897                  | 1910                  | 1916                  | 1978                  | 1992                  | 1999                  | 2002                  | 2010                  | 2021                  |
| --------------------- | --------------------- | --------------------- | --------------------- | --------------------- | --------------------- | --------------------- | --------------------- | --------------------- | --------------------- | --------------------- |
| 26                    | ↗199                  | ↗819                  | ↘603                  | ↘601                  | ↘204                  | ↘67                   | ↘49                   | ↘36                   | ↘17                   | ↘6                    |

## Инфраструктура
В селе две улицы: Берёзовая и Полевая.